# Hylaeus muranus
Hylaeus muranus là một loài Hymenoptera trong họ Colletidae. Loài này được Warncke mô tả khoa học năm 1970.